# Чмиленко, Виктор Иванович
Виктор Иванович Чмиленко (4 февраля 1961, Бобринец, Кировоградская область — 20 февраля 2014, Киев) — общественный активист, активный участник Евромайдана. Герой Украины (2014, посмертно). Один из погибших на Евромайдане от огнестрельного ранения. Распространена ошибочная версия фамилии — Смиленко.

## Биография
Родился 4 февраля 1961 года в Бобринце Кировоградской области.
Учился в Бобринецкой общеобразовательной школе № 5, после окончания 8 классов в 1976 году поступил в Кировоградский техникум механизации сельского хозяйства.
С 24 октября 1980 по 17 февраля 1983 — на срочной службе в пограничных войсках на территории Туркменской ССР (на границе с Ираном).
С 20 марта 1983 по 13 марта 1985 — работал в колхозе в качестве инженера по технике безопасности.
С 3 июня 1985 по 12 апреля 1991 — работал в Бобринецком РЭС старшим электромонтёром электросетей, однако уже 12 апреля 1991 года был освобождён от должности. В 1991 году окончил Херсонский сельскохозяйственный институт им. А. Д. Цюрупы по специальности зоотехник.
8 сентября 1992 года — основал КФХ «Виктория».

## Гибель
Застрелен снайпером около 11:10 20 февраля 2014 года.

## Память
24 февраля 2014 года в честь Виктора Чмиленко переименована одна из центральных улиц Кропивницкого.

## Награды
- Звание Герой Украины с удостаиванием ордена «Золотая Звезда» (21 ноября 2014 года, посмертно) — за гражданское мужество, патриотизм, героическое отстаивание конституционных принципов демократии, прав и свобод человека, самоотверженное служение Украинскому народу, проявленные во время Революции достоинства[2]
- Медаль «За жертвенность и любовь к Украине» (УПЦ КП, июнь 2015) (посмертно)[3]